# حلبة دي لا سارث 2015
حلبة دي لا سارث 2015 (بالإنجليزية: 2015 Circuit de la Sarthe)‏ هو سباق دراجات هوائية أقيم بتاريخ 7 أبريل 2015، تكون السباق من 5 مراحل وامتدّ لمسافة 642.8 كم بسرعة 40.7 كم/س، استغرق السباق 15 ساعة 47 دقيقة 13 ثانية.